# Brecha (Uruguai)
Brecha é um jornal uruguaio, publicado pela primeira vez em 1985 e distribuído por todo o país. Sua orientação política é de esquerda independente. É um dos jornais semanais mais influentes do Uruguai.